# Hornavan
Hornavan (pitesamiska: Tjårvek) är en sjö i Arjeplogs kommun i Lappland som ingår i Skellefteälvens huvudavrinningsområde. Arjeplog ligger vid sjön. Hornavan är Sveriges djupaste insjö med ett största djup på 210 meter. Sjön är reglerad för elproduktionsändamål. Ytan är 262 kvadratkilometer men varierar mellan 220 och 283 kvadratkilometer. Sjön befinner sig 425 meter över havet och avvattnas av Skellefteälven.

## Sveriges djupaste
Redan i slutet av 1800-talet skapades en sjökarta som visade på stora djuphålor i sjön som var över 221 meter djupa. Kartan hade dock brister. Bland annat var texten svårtolkad. Den 16 mars 2023 visade SMHI:s kontrollmätning av Hornavans djupaste del att botten är plan och att maxdjupet ligger kring 210 meter. Det innebär dock att Hornavan fortfarande är Sveriges djupaste sjö.

## Fiskarter
- Sik
  - Storsik (i Arjeplog kallad ”gammeldags sik”)
  - Planktonsik
  - Sandsik
  - Blåsik
  - Aspsik (i Arjeplogs kommun kallas denna sik ”asp”)
  - Älvsik (inplanterad på 1940-talet; även kallad ”Råneåsik”)
- Gädda
- Abborre
- Storröding
- Simpa
- Harr
- Öring
- Lake

## Delavrinningsområde
Hornavan ingår i delavrinningsområde (734935-157916) som SMHI kallar för Utloppet av Hornavan. Medelhöjden är 474 meter över havet och ytan är 642,49 kvadratkilometer. Räknas de 230 avrinningsområdena uppströms in blir den ackumulerade arean 4 207,93 kvadratkilometer. Avrinningsområdets utflöde Skellefteälven mynnar i havet. Avrinningsområdet består mestadels av skog (53 procent). Avrinningsområdet har 265,42 kvadratkilometer vattenytor vilket ger det en sjöprocent på 41,3 procent.

## Galleri

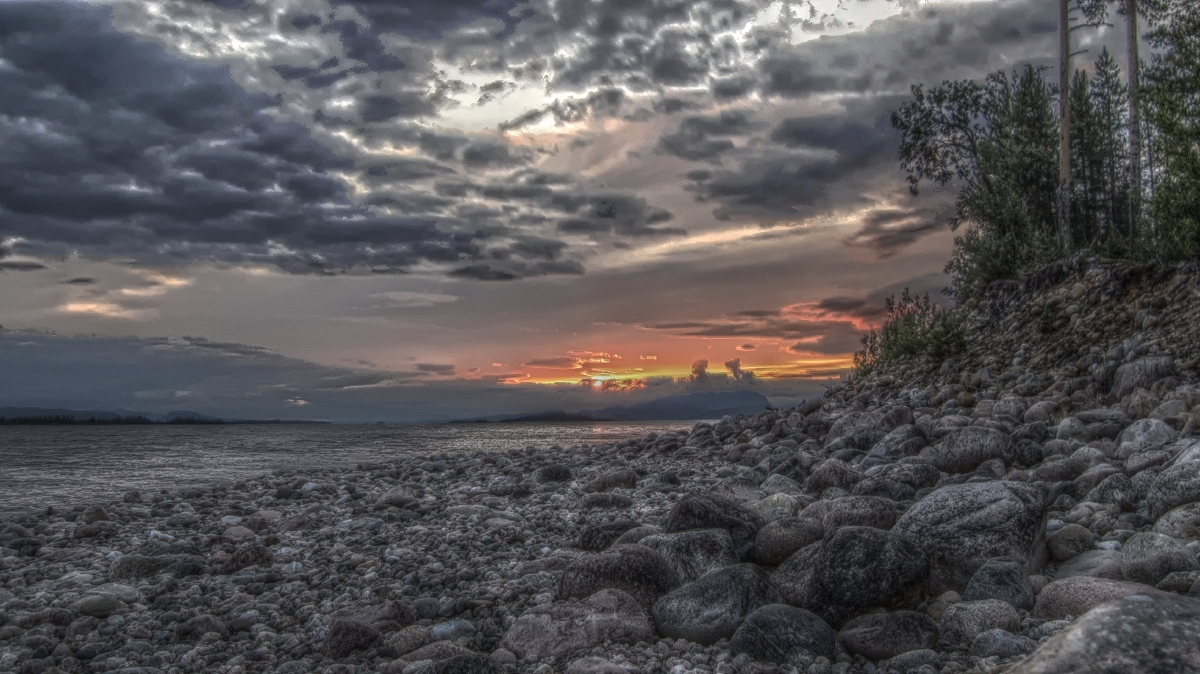
Hornavan, juli 2009.
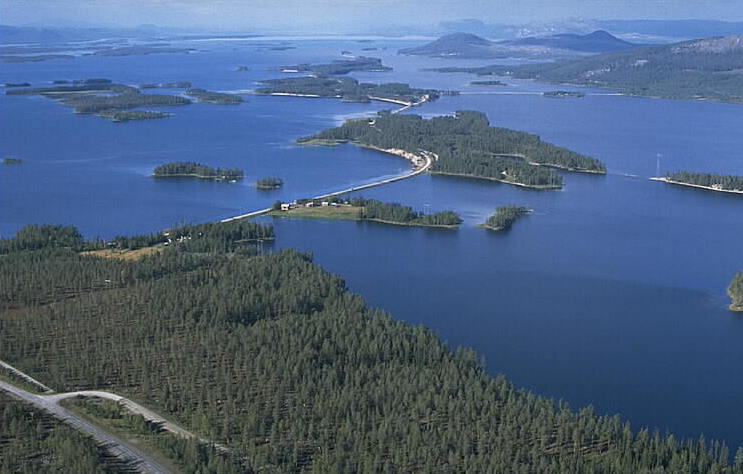
Flygfoto över Hornavan (till vänster) och sjön Kakel (till höger). Ön Gallesgutj delar sjöarna i två.
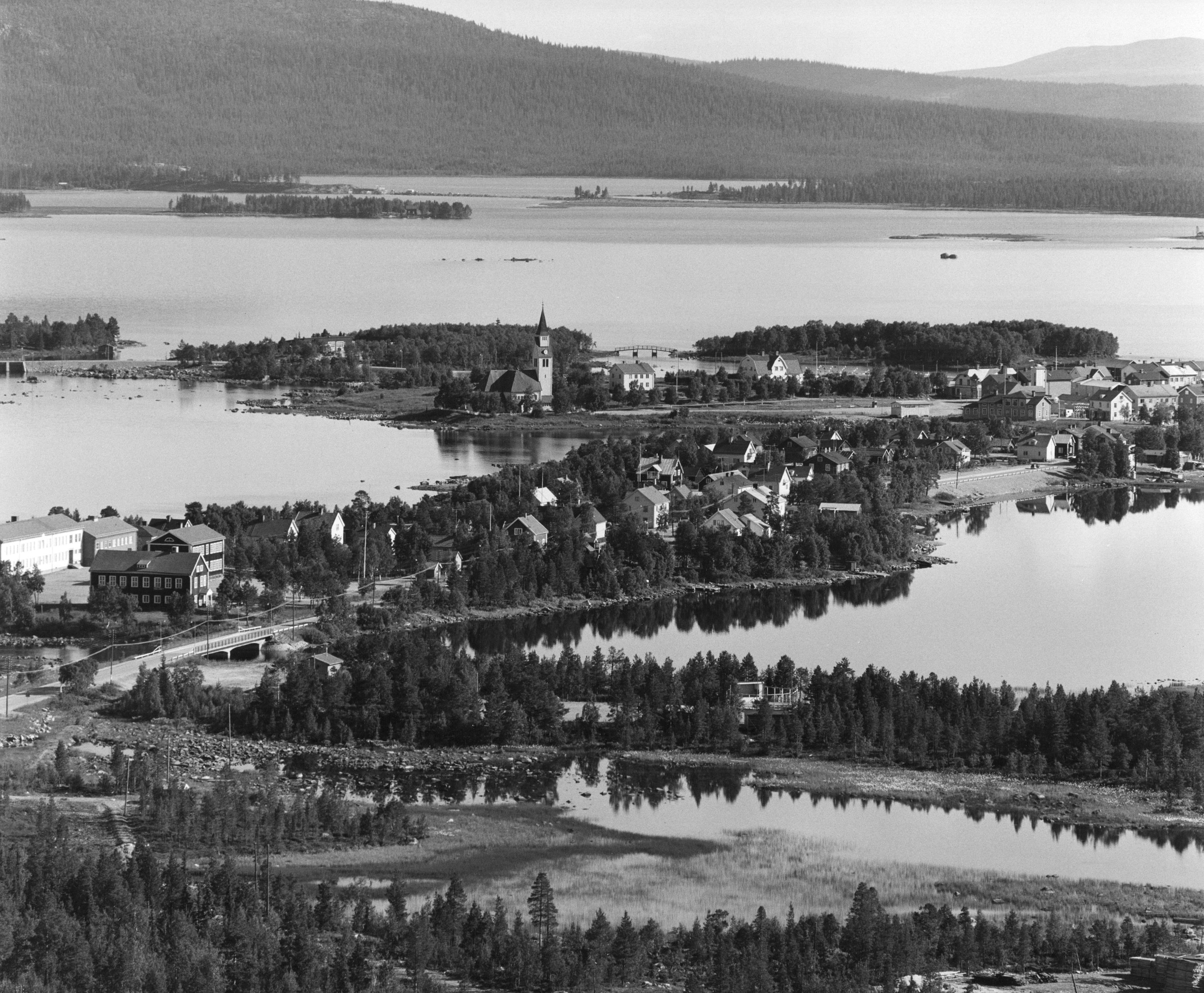
Fotografi över Arjeplog och Hornavan i bakgrunden från 1960-talet.
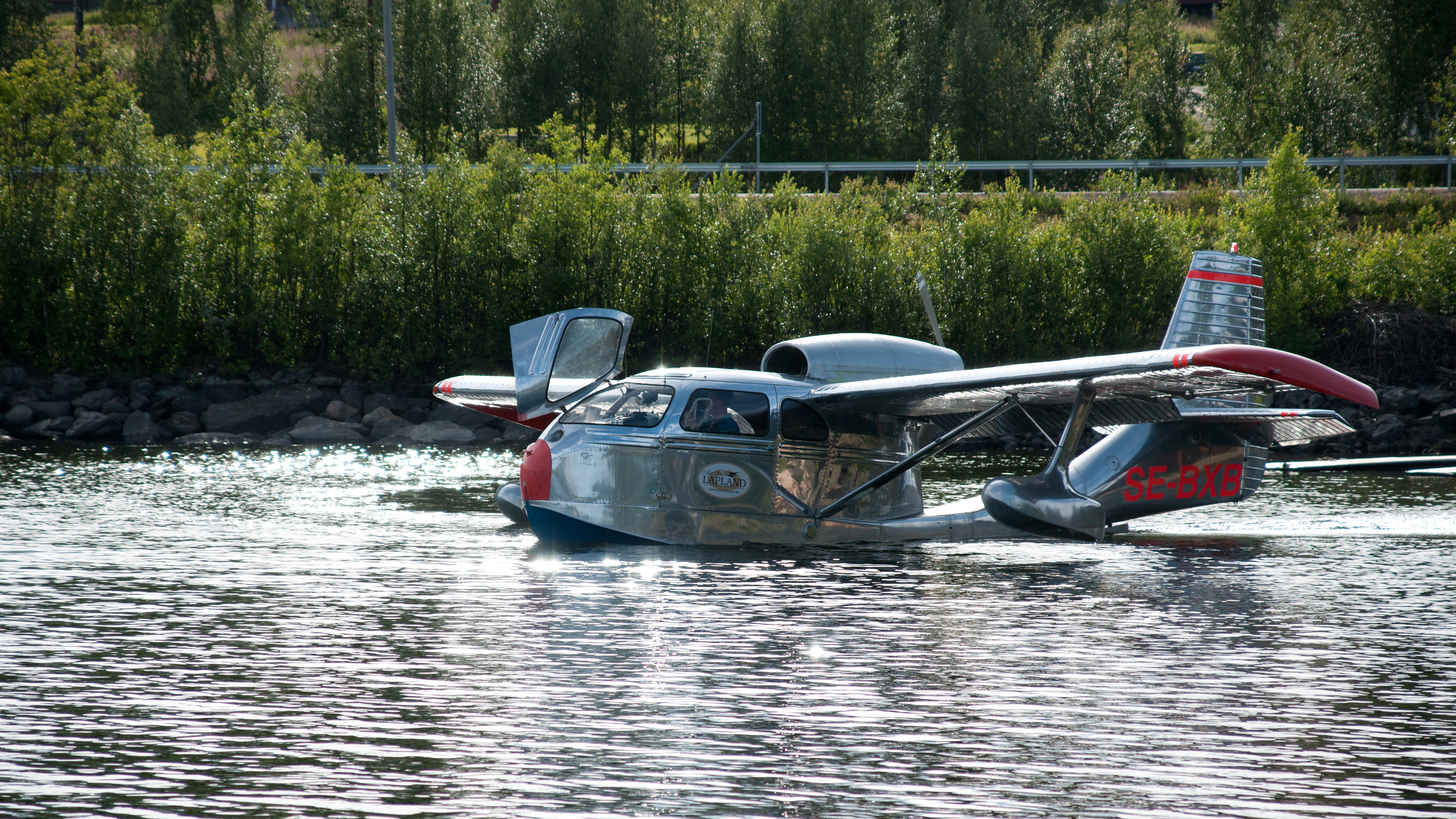
En Republic RC-3 Seabee från Mitt i Lapland vid Jäckvik 2011